# Cordylus peersi
Cordylus peersi är en ödleart som beskrevs av  Hewitt 1932. Cordylus peersi ingår i släktet Cordylus och familjen gördelsvansar. Inga underarter finns listade i Catalogue of Life.